# Neptis sparagmata
Neptis sparagmata är en fjärilsart som beskrevs av Hans Fruhstorfer 1908. Neptis sparagmata ingår i släktet Neptis och familjen praktfjärilar. Inga underarter finns listade i Catalogue of Life.